# Firby (Ryedale)
Firby – przysiółek w Anglii, w North Yorkshire. Leży 6,6 km od miasta Malton, 20,4 km od miasta York i 291,3 km od Londynu. W 1961 roku civil parish liczyła 67 mieszkańców. Firby jest wspomniana w Domesday Book (1086) jako Friebia.